# Metrófanes de Bizâncio
São Metrófanes de Bizâncio foi o 26º bispo de Bizâncio, ocupando o posto entre os anos de 306 e 314 d.C. Seu episcopado coincidiu com o reinado do imperador Constantino. É possível que ele tenha se aposentado de seu episcopado e morrido tão tarde quanto 325.
Metrófanes é considerado santo tanto pela Igreja Ortodoxa, quanto pela Igreja Católica.

## Tradições
Há uma tradição que conta que, antes de sua morte, Constantino teria lhe conferido o título de Patriarca. Porém, Bizâncio não se tornaria a capital do Império Romano antes de 330 d.C. (quando ela foi renomeada como Nova Roma ou Constantinopla) e só seria elevada ao status de patriarcado no Concílio de Calcedônia, em 451 d.C.
Metrófanes não pôde participar do primeiro concílio ecumênico, que foi realizado em Niceia, por conta de sua idade e sua saúde debilitada (ele já estava preso a uma cama). Ele enviou, ao invés disso, Alexandre, o primeiro entre os seus presbíteros, um homem honesto e que estava destinado a ser o seu sucessor. Por isso, diz-se que, quando o concílio terminou e o imperador e os padres tementes retornaram, ele foi avisado por Deus que Alexandre e, depois dele, Paulo, agradaram à Deus e era sucessores adequados.
Seu predecessor como bispo foi Probo de Bizâncio, filho de Domécio. Metrófanes pode ter sido tanto seu irmão quanto filho de Probo.